# Abteilung Sprechwissenschaft und Phonetik der Martin-Luther-Universität Halle-Wittenberg
Die Abteilung Sprechwissenschaft und Phonetik ist seit 2016 ein Teil des Instituts für Musik, Medien- und Sprechwissenschaften (IMMS) der Philosophischen Fakultät II der Martin-Luther-Universität Halle-Wittenberg. Sie steht in der Tradition der 1910 gegründeten Phonetischen Sammlung und des 1938 gegründeten Instituts für Sprechkunde, des ersten Institutes seiner Art in Deutschland. Diese wurden 1947 zum Institut für Sprechkunde und Phonetische Sammlung zusammengefasst, aus dem das Institut für Sprechwissenschaft und Phonetik hervorging. Von 2008 bis 2016 gehörte das Seminar für Sprechwissenschaft und Phonetik zum Institut für Slavistik, Sprechwissenschaft und Phonetik.

## Geschichte
Die Abteilung Sprechwissenschaft und Phonetik schaut auf eine traditionsreiche Geschichte zurück. Ein außerplanmäßiges Lektorat für Vortragskunst wurde erstmals an der Friedrichs-Universität Halle-Wittenberg im Jahr 1905 eingerichtet. Ewald Geißler übernahm ab Dezember die Aufgabe ehrenamtlich. Seit dem Sommersemester des darauffolgenden Jahres wurden Kurse in Sprecherziehung angeboten. Die Rhetorik, Vortragskunst und Phonetik fand Einzug in den Lehrplan. Geißler arbeitete mit dem Germanistikprofessor Franz Saran zusammen. Im November 1910 gründete Otto Bremer die Phonetischen Sammlung.
Nach Kriegsende 1919 wurde Richard Wittsack Lektor für Sprechtechnik und Vortragskunst. Das planmäßige Lektorat wurde daraufhin eingeführt und Wittsack legte eine sprechwissenschaftliche Sammlung an. Im Jahr 1929 entstand die Abteilung für Sprechkunde des Seminars für Deutsche Philologie. Später wurde eine weitere Abteilung für Stimm- und Sprachstörungen eingerichtet. Eine Honorarprofessur wurde 1937 ins Leben gerufen und das Institut für Sprechkunde wurde gegründet.
Nach dem Zweiten Weltkrieg wurde das Institut mit der Phonetischen Sammlung zum  Institut für Sprechkunde und Phonetische Sammlung zusammengelegt. Wittsack konnte sich ab 1948 Professor nennen. Mit dem Wintersemester 1952/53 wurde der Studiengang Germanistik in Verbindung mit der Ausbildung in Sprechkunde eingeführt. Im Jahr 1952 wird Hans Krech Direktor des Instituts. Schon 1956 wurden die Studien Sprechwissenschaft und Sprecherziehung auf den Lehrplan gesetzt. Krech wurde Professor für Angewandte Phonetik und Sprachheilpädagogik und 1960 erster Professor für Sprechwissenschaft in Deutschland. Die Universität gründete eine eigene Fachrichtung eigens dafür. Von 1961 bis 1967 war Eduard Kurka Vorsteher des Instituts. Unter seiner Leitung wurde 1964 das Wörterbuch der deutschen Aussprache, eine der wichtigsten Nachschlagewerke zur deutschen Sprache, verfasst. Von 1967 bis 1976 und von 1981 bis 1993 leitete dann Eberhard Stock das Institut. Er wurde hier Professor für Sprechwissenschaft. Seine Nachfolgerin in der Leitung des Instituts war von 1976 bis 1981 und erneut von 1993 bis 1998 Eva-Maria Krech, die 1992 ordentliche Professorin wurde.
Von 1990 bis 1995 arbeitete das Institut im Rahmen seiner Orthoepie-Forschung gemeinsam mit dem Institut für Linguistik der Universität zu Köln an einer Neubearbeitung des Großen Wörterbuchs der deutschen Aussprache (gefördert von der Volkswagenstiftung). 1992 wurde ein zusätzlicher Magister-Studiengang für Sprechwissenschaft und Phonetik geschaffen, 1994 wurde aufgrund der hohen Studentenzahl ein örtlicher Numerus clausus eingeführt. 1998 wurde Lutz-Christian Anders Professor für Sprechwissenschaft und Phonetik. Ursula Hirschfeld erhielt 1999 eine Professur. Beide leiteten das Institut anschließend alternierend. Seit dem Wintersemester 2006 wurde ein Bachelor- und 2009 ein Master-Studiengang für Sprechwissenschaft eingeführt. Führende Mitarbeiter des Instituts publizierten 2009 das Deutsche Aussprachewörterbuch, das bei de Gruyter erschien.
Das Institut für Sprechwissenschaft und Phonetik fusionierte 2008 mit dem Institut für Slavistik. Die beiden Bereiche blieben jedoch jeweils als eigenes Seminar erhalten. Das Seminar für Sprechwissenschaft und Phonetik wurde alternierend von Ursula Hirschfeld und Baldur Neuber geleitet. Zum 1. Oktober 2016 wurde das Institut für Slavistik, Sprechwissenschaft und Phonetik wieder aufgeteilt. Seither bildet der Bereich Sprechwissenschaft und Phonetik – neben Medien- und Kommunikationswissenschaft, Musikpädagogik sowie Musikwissenschaft – eine der vier Abteilungen des Instituts für Musik, Medien- und Sprechwissenschaften. Zur Nachfolgerin Hirschfelds wurde 2017 Susanne Voigt-Zimmermann ernannt, die seither den Lehrstuhl Sprechwissenschaft innehat und die Abteilung abwechselnd mit Neuber leitet.

## Deutsche Aussprachedatenbank
Seit September 2022 ist die Deutsche Aussprachedatenbank (DAD) der Martin-Luther-Universität Halle-Wittenberg via Internet öffentlich und kostenfrei nutzbar. Sie informiert zur korrekten Aussprache von meist fremdsprachigen Wörtern, Orts- sowie Personennamen und wird von der Abteilung Sprechwissenschaft und Phonetik betreut.
Die Deutsche Aussprachedatenbank beruht auf dem Wörterverzeichnis des Deutschen Aussprachewörterbuchs (DAWB) und hat dieselbe Stichwortliste mit aktuell rund 130.000 Einträgen (mit Varianten etwa 150.000). Der Wortschatz von DAWB und DAD stimmt teilweise mit anderen Wörterbüchern überein (wie etwa in Rechtschreib- und Universalwörterbüchern und Lexika) und umfasst auch den für das Fach Deutsch als Fremd- und Zweitsprache relevanten Grundwortschatz. Tagesaktuelle Namen aus Gesellschaft, Kultur oder Sport werden dagegen nicht aufgenommen.

## Veröffentlichungen
Das Institut ist Herausgeber der Halleschen Schriften zur Sprechwissenschaft und Phonetik.

## Ehemalige Hochschullehrer
- Richard Wittsack (1887–1952), erster Direktor des Instituts für Sprechkunde
- Hans Krech (1914–1961), Professor für Angewandte Phonetik und Sprachheilpädagogik, später für Sprechwissenschaft, Leiter des Instituts
- Eva-Maria Krech (1932–2023), Professorin für Sprechwissenschaft, Leiterin des Instituts
- Eberhard Stock (* 1933), Professor für Sprechwissenschaft, Leiter des Instituts
- Gottfried Meinhold (* 1936), Lehrbeauftragter
- Hans-Jürgen Krumm (* 1942), Gastprofessor (2013)
- Ursula Hirschfeld (* 1953), Professorin für Sprechwissenschaft, Leiterin des Instituts

## Bekannte Absolventen
- Wilhelm Luzian Höffe (1915–1991), Sprecherzieher
- Heinz Fiukowski (1929–2020), Leiter der Sprechwissenschaft an der Universität Leipzig
- Rolf Hoppe (1930–2018), Schauspieler
- Reiner Putzger (* 1940), Sprecherzieher
- Elke Pahn (* 1942), Professorin für Sprecherziehung/Diktion an der Hochschule für Musik und Theater Rostock
- Christa Heilmann (* 1946), Professorin für Sprechwissenschaft an der Universität Marburg
- Henner Barthel (* 1947), Professor für Sprechwissenschaft an der Universität Koblenz-Landau
- Alena Fürnberg (* 1947), Professorin für Sprechen an der Hochschule für Musik und Theater Leipzig
- Stefan Wachtel (* 1960), Executive Coach, Buchautor und Vortragsredner
- Olaf Umlauft (* 1962), Professor für Sprechen und Diktion an der Hochschule für Musik und Theater Rostock
- Griseldis Wenner (* 1970), Fernsehmoderatorin
- Dana Friedrich (* 1976), Synchronsprecherin
- Robert Zimmermann (* 1988), Schauspieler